# Bataille de Saraci-Kalesija
Guerre de Bosnie-Herzégovine
La bataille de Saraci-kalesija est une bataille livrée dans la nuit du 29 avril au 30 avril 1994, pendant la guerre de Bosnie, et lors de laquelle les Danois de la Force de protection des Nations unies ont affronté des unités de l'armée de la république serbe de Bosnie.

## Historique
Soumises à des bombardements quasi-quotidiens, les forces armées danoises chargées de la protection des abords de la ville et de l'aéroport de Tuzla avaient préparé un plan de riposte, appelé opération Bøllebank, qui consistait à faire intervenir contre les positions serbes un escadron prépositionnée de chars Léopard 1A5DK comprenant 125 militaires et dix chars. Ce plan fut activé à plusieurs reprises, les Serbes décrochant alors toujours sans heurts devant les blindés, ce qui était le but recherché, puisque leur rôle devait être plus dissuasif qu'offensif.

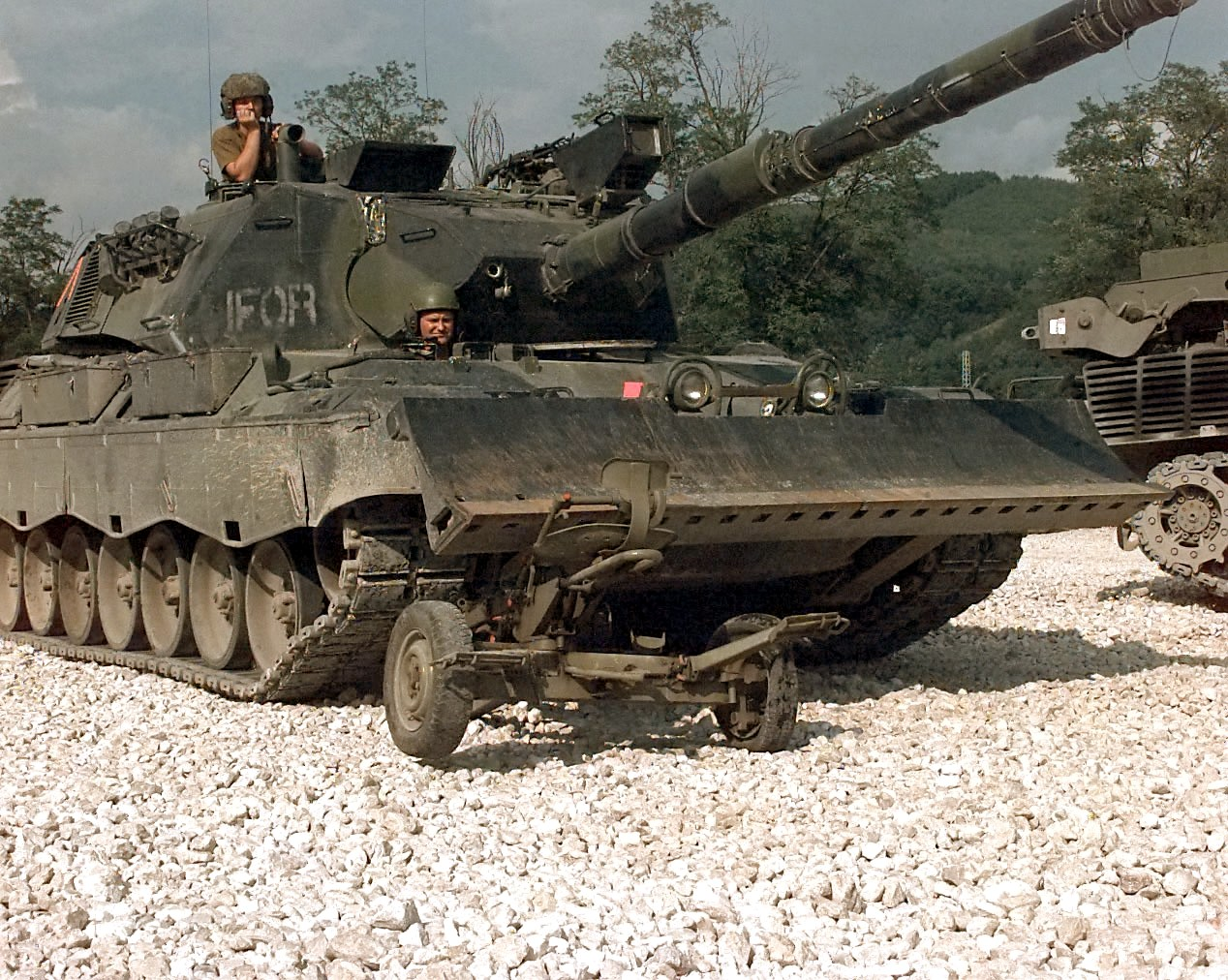
Un Léopard 1A5 danois écrasant un canon de 20 mm bosno-serbe en 1996 (l'IFOR de l'OTAN a alors remplacé la FORPRONU).

Mais dans la nuit du 29 au 30 avril 1994, les événements prirent une tournure dramatique. Les Serbes de Bosnie bombardèrent pour la 28e fois le petit poste d'observation suédois (7 hommes) situé dans le village de Kalesija, à une vingtaine de kilomètres de Tuzla. Les Suédois appelèrent à l'aide à 22 h et une colonne de sept chars danois accompagnée d'un véhicule de transport de troupes (30 hommes au total) partit à leur secours. Arrivés au village de Saraci, à quelques kilomètres de leur destination, les Danois essuyèrent à partir de 23 h 15 le feu des soldats de la brigade Sekorici, qui au lieu de se replier décidèrent de combattre. Les chars danois forcèrent la route jusqu'à Kalesija et la bataille fit rage pendant deux heures, les léopards tirant 72 obus de 105 mm sur leurs adversaires. Ceux-ci disposaient d'armements anti-chars variés (missiles antichar et artillerie) ; la lutte se termina par leur défaite (3 T-55 signalés n'ont pas participé au combat). Les Serbes admirent avoir perdu 9 hommes dans l'affrontement, sans parler des blessés, mais il est probable que leurs pertes furent plus élevées, certains témoins parlant de 150 tués. De leur côté, les Danois n'eurent ni tué, ni blessé et signalèrent un véhicule touché sans dégâts.
Cette bataille créa un grand émoi au Danemark : pour la première fois depuis la Seconde Guerre mondiale, leurs forces armées se trouvaient impliquées en tant que belligérantes dans une opération militaire. Ce ne sera d'ailleurs pas la dernière fois, puisqu'elles affronteront à nouveau les Bosno-Serbes le 25 octobre 1994, près de Gradacac, lors de l'opération Amanda. Ce fut également le premier engagement du char Leopard 1, entré en service en 1965 et que le Danemark avait acheté à partir de 1974 à 230 exemplaires.